# Верена Люкен
Вере́на Лю́кен (нім. Verena Lueken * травень 1955, Франкфурт-на-Майні) — німецька журналістка, письменниця та літературний критик.

## Біографія
Народилася у Франкфурті-на-Майні. Студіювала соціологію, танець, германістику та кінематограф у Франкфурті, Філадельфії та Нью-Йорку. З 1989 року працює в газеті Frankfurter Allgemeine Zeitung як літературний критик та кінокритик. Сім років пропрацювала в Нью-Йорку кореспонденткою газети Frankfurter Allgemeine Zeitung. З 2003 року працює у франкфуртській редакції газети. 2015 року опублікувала у видавництві Kiepenheuer & Witsch свій перший роман «Рахується все» («Alles zählt»).
2016 року взяла участь у виборі BBC списку зі ста найвпливовіших фільмів XXI століття. У списку Верени Люкен перше місце посіла стрічка Вонг Кар-Вая «Любовний настрій».

## Твори
- 1996: Kinoerzählungen
- 2002: New York. Reportage aus einer alten Stadt
- 2005, 2010: Gebrauchsanweisung für New York
- 2015: Alles zählt (роман)[3]

## Відзнаки
- 1992: Міжнародна премія публіцистики[1]